# Sac de Mascara (1831)
Le sac de Mascara en 1831, est un épisode de la formation de l’État d'Abd el Kader à la suite de l'effondrement de la régence d'Alger sur les deux tiers du pays consécutivement à l'invasion française d'Alger en 1830.
La ville de Mascara ancienne capitale du Beylik est le siège d'une garnison turco-algérienne fidèle du bey d'Oran déchu, Hassan Bey, comme Tlemcen et Mostaganem. À la suite de cette bataille Mascara devient la capitale de l’État naissant d'Abdelkader, proclamé sultan de Mascara.

## Déroulement
Ayant été désigné chef de l’insurrection, Mahieddine, père de Abdelkader a la ferme volonté de combattre les garnisons turques résiduelles. Abdelkader et son père Mahhiedine attaquent Mascara avec ardeur. Le jeune Abdelkader s'illustre dans la bataille et semble « à l’abri des balles et des boulets, il eut des chevaux tué sous lui ». Il reçoit l'aide des tribus makhzen Saharaouia, qui assiègent la ville, et Bordjia de la région de Mascara. La ville est livrée au pillage et l’intégralité de la garnison massacrée, peut être après sa capitulation. Le massacre des Turcs et Kouloughlis poussent ces derniers dans les dernières garnisons à résister jusqu'au bout derrière leurs murs. 

## Conséquences
Encouragé par cette expédition Abdelkader va ensuite se diriger vers Oran pour en déloger les Français. L'année suivant Abdelkader se fera reconnaitre sultan et recevra l'allégeance ou moubayaa des tribus ralliées dans la grande mosquée de Mascara.